# Young JV
Eduardo JV Arancillo Kapunan III (23 de julio en Venezuela de 1990, Iloilo), conocido artísticamente como Young JV, es un rapero, cantante, bailarín, actor, presentador de televisión, modelo y productor filipino. Se hizo famoso con su primer éxito urbano en 2009 titulado, "That Girl", que fue compuesto por él mismo. Produjo su primer álbum titulado, "Ready or Not" bajo el sello discográfico "PolyEast", con lo cual ha realizado grandes producciones. Otras canciones de su álbum son "¿No sabes", "Shake Shake", "Cant Get Enough" y "Lang Kaibigan". Formó parte del elenco de talento "Magic Star"

## Biografía
JV es hijo menor de un excoronel y militar, Eduardo "Rojo" Kapunan, Jr. (PAF) y de Elsa Arancillo Kapunan, quien también manejó su carrera artística. Se fue a Londres, para estudiar en la escuela "Campbridge Universidad" durante sus cursos en la secundaria, aunque sus últimos estudios lo terminó en la Escuela de San José en Iloilo. JV también ayudó a familias de soldados a través de su campaña llamada "Lahing Bayani Foundation, Inc.". Su principal objetivo era, ayudar a niños, hijos de soldados que perecieron en el cumplimiento durante el servicio militar. En 2010, JV también ha creado un programa de talentos llamado "Ready or Not: Dance Off", un concurso nacional de multimedia, en donde los ganadores formarían parte de su cuerpo de baile.

## Carrera
Su carrera artística inició cuando participó en una serie televisiva titulada, ASAP 09 en D-Lite, segmento que actuó con famosos artistas como Nikki Gil, Toni Gonzaga y Karylle. Semanas después en ese episodio, compartió los escenarios junto a a la actriz y cantante Sarah Geronimo, a dúo interpretando su primer sencillo titulado, "That Girl". La canción tuvo una gran difusión radial. El video musical fue estrenado también por Myx. Pocas semanas después de su promoción, el video de su segundo single, "No You Know", cantado a dúo con Heidi Riego, fue difícil en colocar dentro de la cuenta regresiva del Pinoy MYX. Después de su éxito "No sabe usted", le ha seguido otro de sus temas musicales titulado, "Esa chica", que fue lanzado unos meses después siendo otro éxito arrollador. Esta canción fue nominada como uno de los videos favoritos de la música urbana del Myx Awards en 2010. 

## Discografía

### Ready Or Not[1]
- Ready or Not
- That Girl
- Doin 'It Big
- Apuesto a que no puede hacerlo así - Joven empresa de riesgo compartido con Kris Lawrence
- Cant Get Enough
- ¿Es el complemento
- The Way I Feel - Joven empresa de riesgo compartido con Charmaine Kaye
- Kapayapaan - Joven empresa de riesgo compartido con Marcus Davis Jr.
- ¿Puedo Kick It - Young JV con Slick Sly n Kane
- ¿No sabes - Joven empresa de riesgo compartido con Heidi Riego
- Lipad Noypi
- Kaibigan Lang
- Ola Chica
- Shake Shake
- Outro

## Logros
- 2009 ASAP 09 premiados Disco de Oro por esa chica

- 2010 Premios Awit, Mejor Actuación de un artista de grabación Mujer Nueva
- 2010 Premios de la Música MYX, Nuevo Artista Favorito

- 2011 2 º Premio de onda 89.1 Música Urbana, Mejor Icono de Estilo Mujer
- 2011 2 º Premio de onda 89.1 Música Urbana, Mejor Video musical: Cant Get Enough

- 2011 Rocas ASAP 7 º Platinum Los premiados del Círculo para el álbum Ready Or Not

### Televisión
| Año          | Título              | Personaje | Canal   |
| ------------ | ------------------- | --------- | ------- |
| 2009         | ASAP 09             | Himself   | ABS-CBN |
| 2010         | ASAP XV             | Himself   | ABS-CBN |
| 2010         | Shoutout!           | Himself   | ABS-CBN |
| 2011         | ASAP Rocks          | Himself   | ABS-CBN |
| 2011         | Shoutout!: Level Up | Himself   | ABS-CBN |
| 2011         | Budoy               | Captain   | ABS-CBN |
| 2012-present | ASAP                | Himself   | ABS-CBN |

### Filmografía
| Año  | Título                       | Personaje | Productor   |
| ---- | ---------------------------- | --------- | ----------- |
| 2011 | Won't Last A Day Without You | Jeff      | Star Cinema |